# ルーシ王

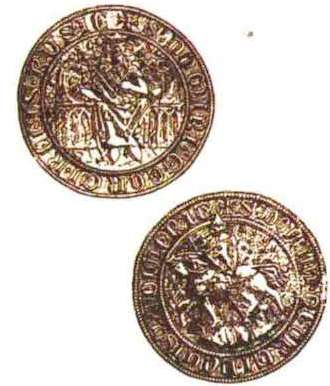
ユーリーの印章（画像上が表面）

ルーシ王（ラテン語: Rex Russiae）とは、1253年に、ガーリチ・ヴォルィーニ公国のクニャージであったダニールに、ローマ教皇インノケンティウス4世が与えた称号である。
ダニールの統治期は、モンゴルのルーシ侵攻の後にルーシに出現したジョチ・ウルスへの対応を迫られる時期にあり、ダニールはハンガリー王国、ポーランド王国、あるいはローマ教皇等のカトリック圏の諸政権との接触をも画策していた。ルーシ王の称号の下賜は、そのようなダニールの外交政策の結果によるものである。
ダニール以降では彼の孫であり、ガーリチ・ヴォルィーニ公国の統治者となったユーリーもまたルーシ王の称号を名乗った。ユーリーの印章の表面には「Rex Russiae（ルーシ王）」、裏面には「Dux Ladimiriae（ウラジーミル公）」を意味する文字が刻まれている。その後継者であるユーリーの子のアンドレイ、レフ、さらにその甥であり、マゾフシェ・ピャスト家出身のボレスワフもルーシ王を名乗った。
1349年にポーランド王カジミェシュ3世が、ガーリチ・ヴォルィーニ公国領のうちのガーリチ公国領（ガリツィア）を自領に加えた際に、ルーシ王の称号はカジミェシュ3世のものとなった。カジミェシュはこの「ルーシ王国」用の貨幣を鋳造している。なお、14世紀半ばにおけるルーシ王国という概念はガーリチ（ガリツィア）地方を指すものであり、ヴォルィーニ（ロドメリア）地方はその範疇に含まなかった。